# Louisiana State University Press
Louisiana State University Press (LSU Press) es una editorial universitaria fundada en 1935. Publica trabajos académicos y libros de interés general. LSU Press es miembro de la Asociación de Imprentas Universitarias Americanas (Association of American University Press).
LSU Press publica aproximadamente 70 libros nuevos cada año y tiene una lista de fondos de más de 2 000 títulos. Las áreas principales de publicación incluyen la historia del sur, los estudios literarios del sur, Luisiana y el sur del Golfo, la guerra civil estadounidense y la historia militar, la música de raíz, la cultura del sur, los estudios ambientales, la historia europea, las formas de comer, la poesía, la ficción, los estudios de medios y la arquitectura del paisaje. En 2010, LSU Press se fusionó con The Southern Review, la revista literaria de LSU, y la compañía ahora supervisa las operaciones de esta publicación.

## Publicaciones y premios destacados
La conjura de los necios de John Kennedy Toole se publicó en 1980 y ganó el premio Pulitzer de ficción de 1981.
Tres de sus títulos han ganado el premio Pulitzer de poesía: The Flying Change de Henry S. Taylor (1986), Alive Together: New and Selected Poems de Lisel Mueller (1997) y Late Wife de Claudia Emerson (2006).
En 1981, The Need to Hold Still de Lisel Mueller ganó el Premio Nacional del libro de Poesía ese año.
The Desegregation of Public Libraries in the Jim Crow South: Civil Rights and Local Activism, escrito por Wayne A. Wiegand y Shirley A. Wiegand y publicado en 2018, ganó el premio Premio al libro Eliza Atkins Gleason de la Mesa Redonda de Historia de Bibliotecas de la Asociación Americana de Bibliotecas (American Library Association Library History Round Table).